# Calçoene
Calçoene är en kommun i Brasilien.   Den ligger i delstaten Amapá, i den norra delen av landet, 2 100 km norr om huvudstaden Brasília. Antalet invånare är 8 964.
I omgivningarna runt Calçoene växer i huvudsak städsegrön lövskog. Trakten runt Calçoene är nära nog obefolkad, med mindre än två invånare per kvadratkilometer.